# ADS 16402
Désignations
ADS 16402 est une étoile binaire située à quelque 450 années-lumière de la Terre dans la constellation du Lézard. Ses deux étoiles sont séparées d'environ 1 500 ua. Les deux étoiles, de type spectral G0, sont similaires au Soleil mais plus jeunes, 3,6 milliards d'années environ contre les 4,5 milliards d'années d'existence du Soleil.
L'exoplanète HAT-P-1 b est en orbite autour de l'étoile secondaire, ADS 16402 B.

## Système planétaire
| Planète   | Masse            | Demi-grand axe (ua) | Période orbitale (jours) | Excentricité | Inclinaison | Rayon |
| --------- | ---------------- | ------------------- | ------------------------ | ------------ | ----------- | ----- |
| HAT-P-1 b | 0,524 ± 0,031 MJ | 0,055 3 ± 0,001 4   | 4,465 293 4 ± 0,000 093  | < 0,067      |             |       |